# 22 avril
Pour les articles homonymes, voir Vingt-Deux-Avril.
22 mars 22 mai
Chronologies thématiques
- Croisades
- Ferroviaires
- Sports
- Disney
- Anarchisme
- Catholicisme

Abréviations / Voir aussi
- (° 1852) = né en 1852
- († 1885) = mort en 1885
- a.s. = calendrier julien
- n.s. = calendrier grégorien
- Calendrier
- Calendrier perpétuel
- Liste de calendriers
- Naissances du jour

Le 22 avril est le 112e jour, moins souvent le 113e, de l'année du calendrier grégorien ; il en reste ensuite 253.
Son équivalent était généralement le 3e jour du mois de floréal dans le calendrier républicain ou révolutionnaire français officiellement dénommé jour de la fougère.

## Événements

### Vesiècleav. J.-C.
- 404 av. J.-C. : chute d'Athènes assiégée par Lysandre lors de la bataille d'Aigos Potamos.

### Xesiècle
- 960 : Basile II est associé au trône de Constantinople par son père Romain II.Gravure de la forteresse de la Bastille de Paris Est au XVIIIe siècle

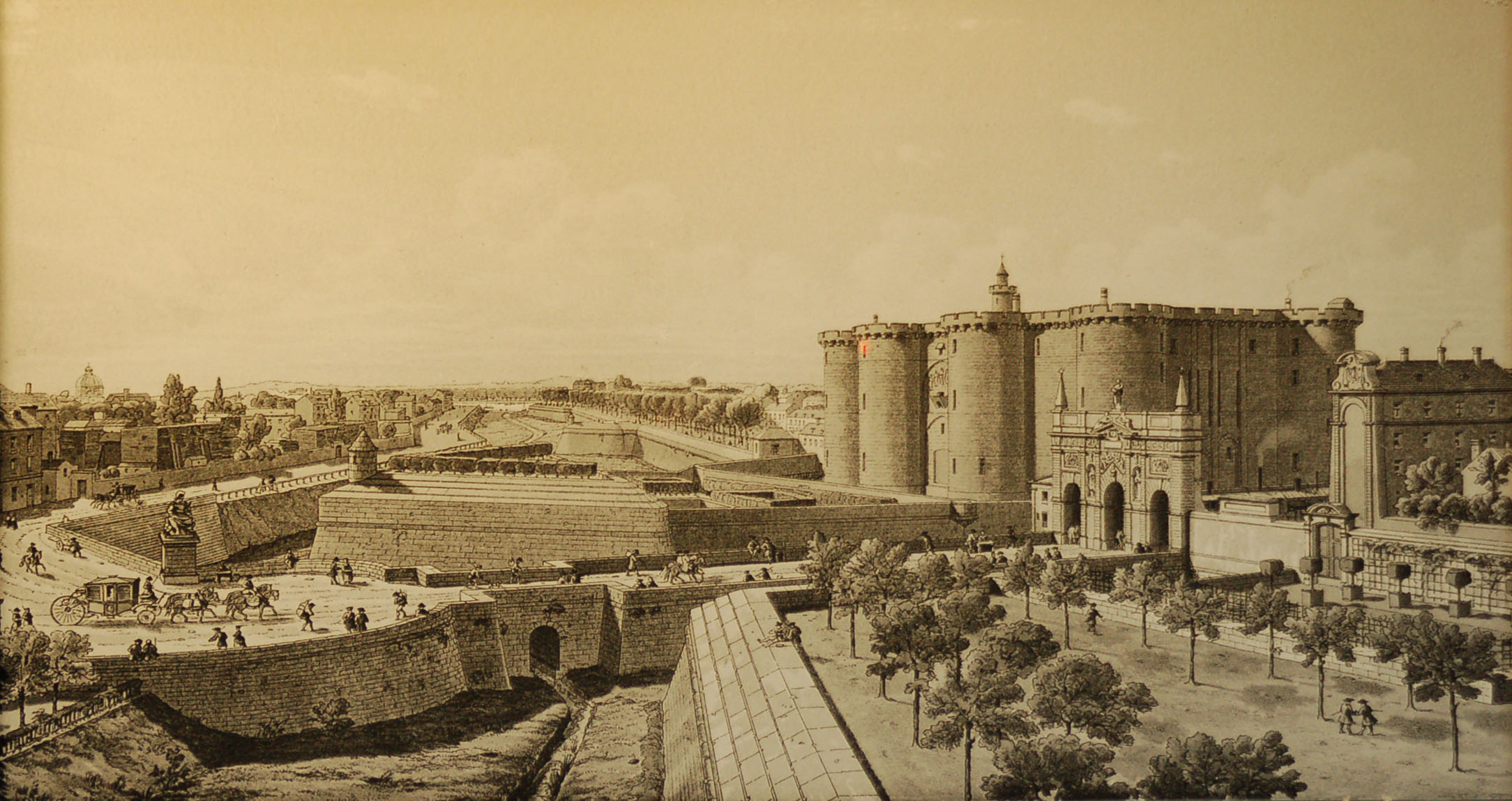
Gravure de la forteresse de la Bastille de Paris Est au XVIIIe siècle

### XIVesiècle
- 1370 : pose de la première pierre de la forteresse de la Bastille, intégrée dans l'ensemble plus vaste d'une nouvelle enceinte militaire pour Paris.

### XVesiècle
- 1500 : découverte officielle du Brésil par Pedro Alvares Cabral.

### XVIesiècle
- 1519 : Hernán Cortés débarque près de l'actuelle Veracruz.
- 1529 : traité de Saragosse.

### XVIIesiècle
- 1622 : la Compagnie anglaise des Indes Orientales prend l'île d'Ormuz aux Portugais.

### XVIIIesiècle
- 1791 : création, par décret, des bataillons de volontaires nationaux.
- 1793 : deuxième bataille de Machecoul et première bataille de Beaupréau, lors de la guerre de Vendée.

### XIXesiècle
- 1809 : bataille d'Eckmühl.
- 1889 : début de la ruée sur l’Oklahoma (en).

### XXesiècle
- 1915 : lors de la deuxième bataille d'Ypres, les allemands utilisent pour la première fois du gaz chloré sur le front français.
- 1997 :
  - opération Chavín de Huántar mettant fin à la crise des otages à l'ambassade japonaise de Lima.
  - Massacre de Haouch Khemisti pendant la décennie noire algérienne.

### XXIesiècle
- 2002 : échouement de l’Ince Express, près de Jizan, en Arabie saoudite.
- 2004 : accident ferroviaire, dans la ville de Ryongchon en Corée du Nord, faisant 161 morts, dans une explosion détruisant une partie de la ville.
- 2010 : démission du gouvernement fédéral belge Leterme II.
- 2018 :
  - élections territoriales en Polynésie française.
  - Le conservateur Mario Abdo Benítez est élu président du Paraguay.

## Arts, culture et religion
- 1073 : élection du pape Grégoire VII.
- 1959 : Miles Davis finit l'enregistrement de "Kind of Blue" à New York, longtemps l'album de jazz le plus vendu de tous les temps[1].

## Économie et société
- 2000 : inauguration à Saint-Nazaire du centre Escal'Atlantic d’interprétation de l’histoire des paquebots transocéaniques.
- 2016 : signature à New York de l'accord de la COP 21 de décembre 2015 à Paris-La Courneuve par 174 pays.Emmanuel Kant

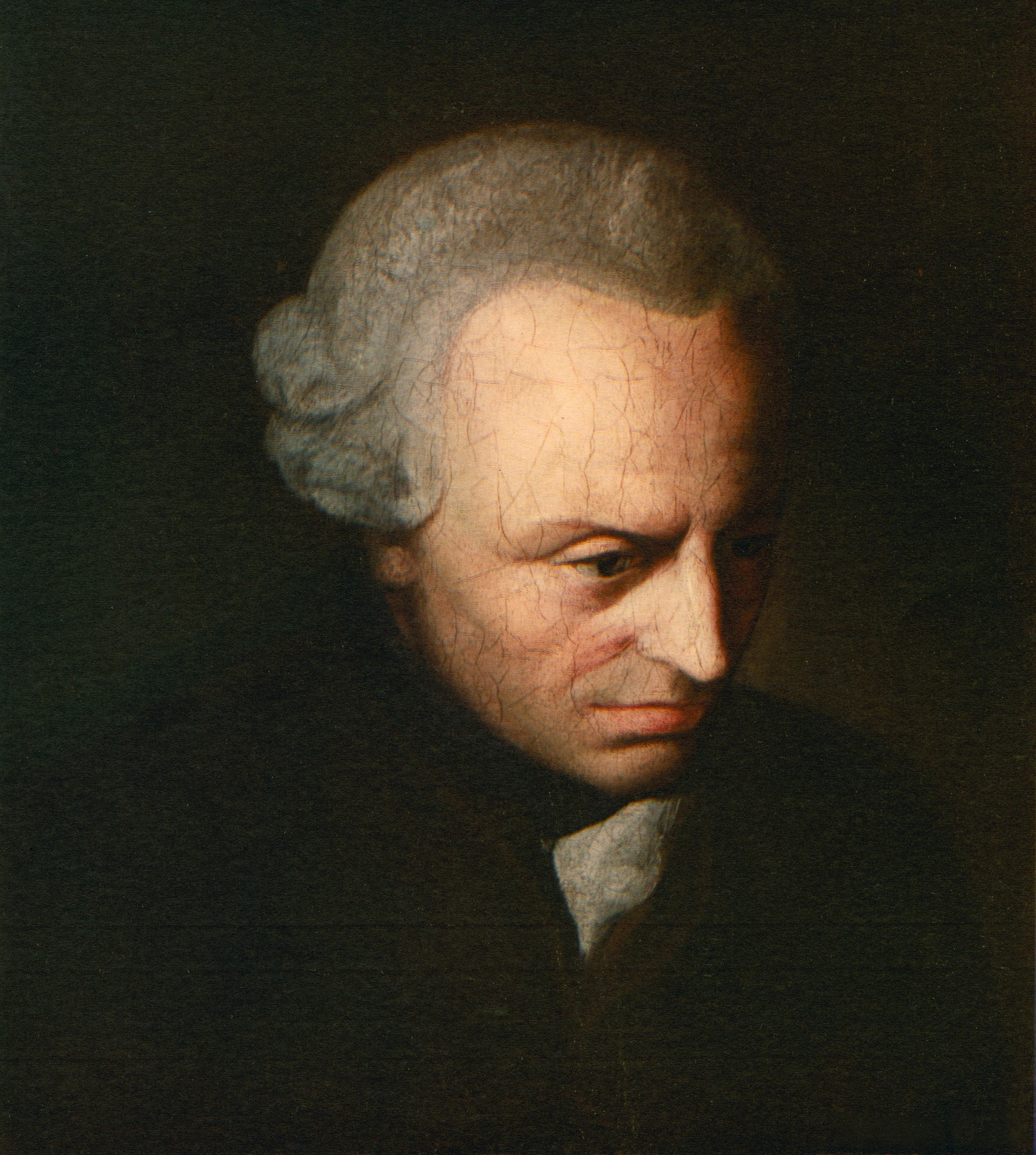
Emmanuel Kant

- 2021 : au large de la Libye, environ 130 migrants clandestins meurent dans le naufrage de leur embarcation en mer Méditerranée[2].
- 2025 : au Cachemire, un attentat contre un groupe de touristes fait 28 morts et plus d'une vingtaine de blessés[3].

## Naissances

### XVesiècle
- 1451 : Isabelle Ire, reine de Castille et León († 26 novembre 1504).

### XVIIesiècle
- 1610 : Alexandre VIII, pape († 1er février 1691).
- 1658 : Giuseppe Torelli, violoniste et compositeur italien († 8 février 1709).

### XVIIIesiècle
- 1707 : Henry Fielding, romancier, dramaturge, poète et journaliste britannique († 8 octobre 1754).
- 1724 : Emmanuel Kant, philosophe allemand († 12 février 1804).
- 1761 : Marie-Adélaïde Duvieux, peintre miniaturiste française († 14 janvier 1799).
- 1765 : Mathieu de Verteuil, militaire français et officier royaliste de la guerre de Vendée († 8 décembre 1793).
- 1766 : Germaine de Staël, femme de lettres française († 14 juillet 1817).Germaine de Staël

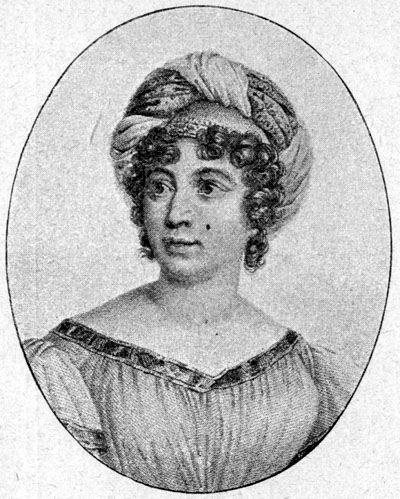
Germaine de Staël

- 1787 : Blanche-Joséphine Le Bascle d'Argenteuil, femme de lettres française († 10 septembre 1851).
- 1793 : Ludvig Bødtcher, poète lyrique danois († 1er octobre 1874).

### XIXesiècle

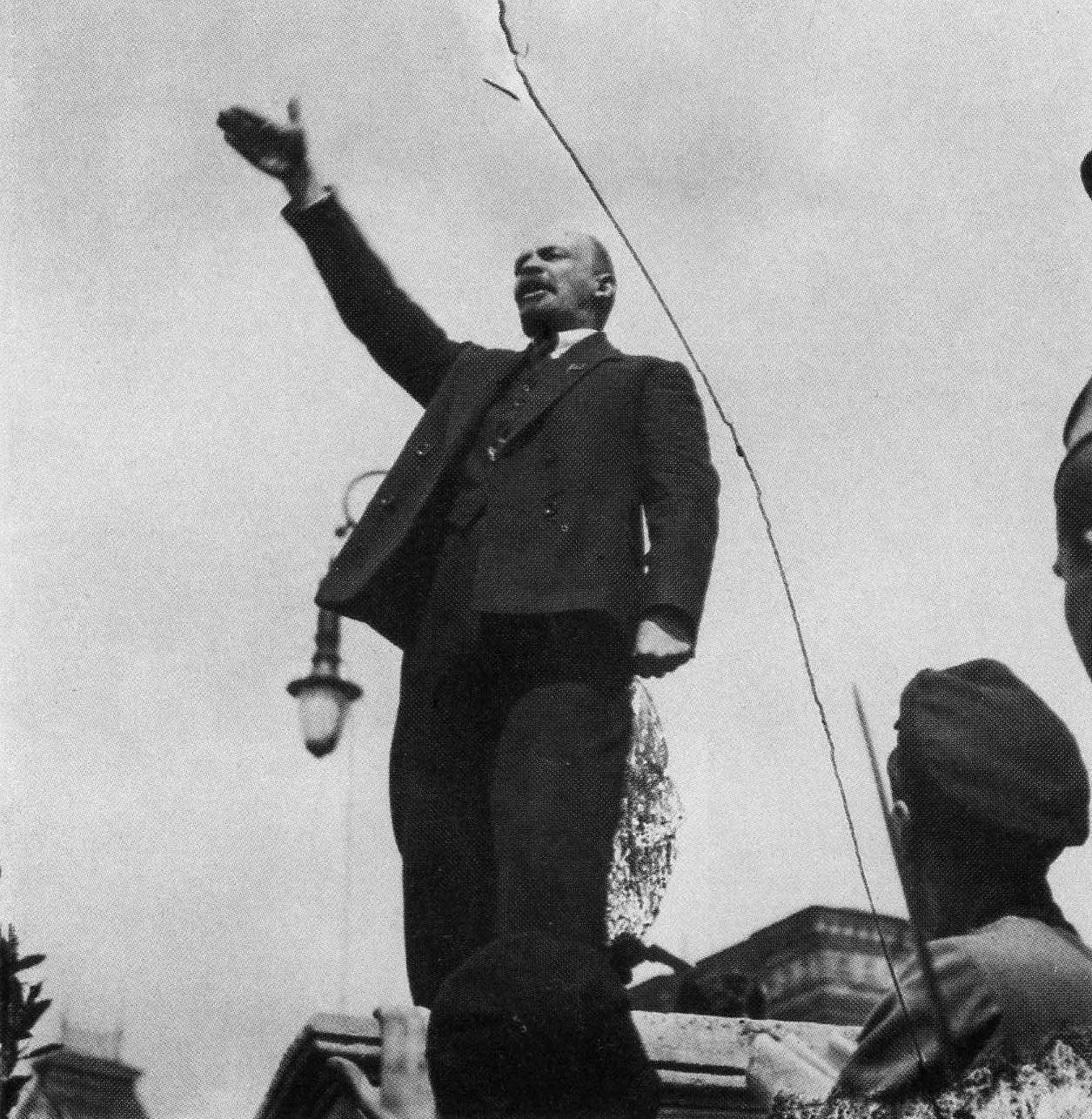
Lénine

- 1805 : Eugène Devéria, peintre français († 3 février 1865).
- 1810 : Hippolyte de Villemessant, journaliste et homme de presse français († 12 avril 1879).
- 1815 : Wilhelm Peters, zoologiste allemand († 20 avril 1883).
- 1816 : Charles Denis Bourbaki, militaire français († 27 septembre 1897).
- 1833 : Heinrich Eckert, photographe bohémien († 28 février 1905).
- 1839 : August Wilhelm Eichler, botaniste allemand († 2 mars 1887).
- 1853 : Alphonse Bertillon, criminologue français († 13 février 1914).
- 1854 : Henri La Fontaine, avocat et homme politique belge († 14 mai 1943). 1855 : Jean-Marc Bel, explorateur et géologue français († 16 janvier 1931).
- 1858 : Ethel Smyth, compositrice, autrice et suffragette britannique († 8 mai 1944).
- 1868 : Marie-Valérie d'Autriche, princesse de Hongrie et de Bohême et par mariage princesse de Toscane († 6 septembre 1924).
- 1870 : Lénine (Vladimir Ilitch Oulianov dit), chef d'État soviétique († 21 janvier 1924).
- 1888 : Ratu Sir Lala Sukuna, grand chef autochtone et homme d'État fidjien († 30 mai 1958)
- 1891 : Nicola Sacco, militant anarchiste italo-américain († 23 août 1927).
- 1894 : Mariano Montes, matador espagnol († 13 juin 1926).
- 1899 : Vladimir Nabokov, écrivain américain d'origine russe († 2 juillet 1977).

### XXesiècle
- 1901 : Alexandre Vialatte, écrivain français († 3 mai 1971).
- 1902 : Charles-Eugène Parent, évêque québécois († 2 juin 1982).
- 1904 : Robert Oppenheimer, physicien américain († 18 février 1967).
- 1905 : Robert Choquette, écrivain, rédacteur de feuilletons télévisés et diplomate québécois († 22 janvier 1991).
- 1906 : Eddie Albert, acteur et producteur américain († 26 mai 2005).
- 1909 :
  - André Girard, résistant français († 4 juin 1993).
  - Rita Levi-Montalcini, neurologue italienne († 30 décembre 2012).
- 1910 : Jenny Alpha, chanteuse et comédienne française († 8 septembre 2010).
- 1912 : Kathleen Ferrier, contralto anglaise († 8 octobre 1953).
- 1914 : José Quiñones Gonzales, aviateur de l'armée de l'air péruvienne († 23 juillet 1941).
- 1916 : Yehudi Menuhin, violoniste, altiste et chef d'orchestre américain († 12 mars 1999).
- 1917 : Yvette Chauviré, danseuse étoile et chorégraphe française († 19 octobre 2016).
- 1918 : Mickey Vernon (en), joueur et gestionnaire de baseball américain († 24 septembre 2008).
- 1920 : Leonard Eron, psychologue américain († 3 mai 2007).
- 1922 : Charles Mingus, musicien américain ( † 5 janvier 1979).
- 1923 :
  - Bettie Page, pin-up américaine († 11 décembre 2008).
  - Aaron Spelling, producteur américain († 23 juin 2006).
- 1926 :
  - Xavier Depraz, comédien et chanteur lyrique français († 18 octobre 1994).
  - James Frazer Stirling, architecte britannique († 25 juin 1992).
  - Charlotte Rae, actrice américaine († 5 août 2018).
- 1927 : Laurel Aitken, chanteur jamaïcain († 17 juillet 2005).
- 1929 :
  - Guillermo Cabrera Infante, écrivain cubain († 21 février 2005).
  - Yvon Leroux, acteur et scripteur québécois († 13 février 2010).
- 1930 : Perrette Souplex (Perrette Guillermain dite), actrice française, chansonnière du trio des "Filles à Papa(s)".
- 1931 : John Buchanan, homme politique canadien († 3 octobre 2019).
- 1934 : Peter Ronson, acteur et athlète islandais († 16 janvier 2007).
- 1935 : Paul Chambers, contrebassiste américain († 4 janvier 1969).
- 1936 :
  - Glen Campbell, chanteur et animateur américain († 8 août 2017).
  - Pierre Hétu, pianiste et chef d’orchestre québécois († 3 décembre 1998).
- 1937 :
  - Jack Nicholson, acteur américain.
  - Jack Nitzsche, compositeur américain de musique de films († 25 août 2000).
- 1938 : Issey Miyake, styliste japonais.
- 1939 :
  - Catherine Bégin, actrice québécoise († 29 décembre 2013).
  - Mel Carter (en), chanteur et acteur américain.
  - Jean Diebold, homme politique français († 30 août 2007).
  - Jason Miller, acteur américain († 13 mai 2001).
- 1940 : Marie-José Nat, actrice française († 10 octobre 2019).
- 1941 : 
  - Céline Hervieux-Payette, femme politique canadienne.
  - Mabi Mulumba, économiste et homme politique congolais.
- 1942 : 
  - Sophie Garel (Lucienne Gabrielle Garcia épouse Gromaire et dite), animatrice française de radio et de télévision.
  - André Major, écrivain québécois.
- 1944 :
  - Steve Fossett, homme d'affaires américain († 3 septembre 2007).
  - Joshua Rifkin, pianiste, chef d’orchestre et musicologue américain.
- 1946 :
  - Nicole Garcia, actrice et réalisatrice française.
  - Louise Harel, femme politique québécoise.
  - John Waters, réalisateur américain.
- 1947 : Pierre-Marie Carré, prélat français.
- 1949 : Spencer Haywood, joueur de basket-ball américain.
- 1950 : Peter Frampton, chanteur britannique.
- 1951 :
  - Paul Carrack, chanteur, instrumentiste et compositeur britannique du groupe Mike + The Mechanics.
  - Jean Marchand, acteur et musicien québécois.
- 1952 : 
  - François Berléand, acteur français.
  - Hervé Godignon, cavalier français, médaillé olympique.
- 1953 :
  - Évelyne Bouix, actrice française.
  - Tom Lysiak, hockeyeur sur glace canadien († 30 mai 2016).
- 1955 :
  - Camelia Malik dite Mia, chanteuse, danseuse et actrice indonésienne.
  - Johnnie To, réalisateur et producteur hong-kongais.
  - Marie Uguay, poète québécoise († 26 octobre 1981).
- 1957 : 
  - Jacques Bégu, joueur de rugby à XV français.
  - Donald Tusk, homme politique polonais et européen, président du Conseil européen de 2014 à 2019.
- 1959 :
  - Terry Francona, joueur et gérant de baseball américain.
  - Ryan Stiles, acteur, producteur et réalisateur américain.
- 1960 : Mart Laar, homme politique estonien.
- 1962 : Danièle Sauvageau, entraîneuse et analyste québécoise de hockey sur glace.
- 1963 : Denis Podalydès, acteur français.
- 1965 : 
  - Roman Coppola, réalisateur, scénariste et producteur franco-américain.
  - Peter Zezel, hockeyeur sur glace canadien († 26 mai 2009).
- 1966 :
  - Jean-Lou Bigot, cavalier de concours complet français.
  - Mickey Morandini (en), joueur de baseball américain.
  - Jeffrey Dean Morgan, acteur américain.
- 1967 :
  - Sheryl Lee, actrice américaine.
  - Cécile Nowak, judokate française, championne du monde en 1991 et championne olympique en 1992.
- 1968 : Zarley Zalapski, joueur de hockey sur glace canadien.
- 1972 : Sabine Appelmans, joueuse de tennis belge.
- 1974 : Shavo Odadjian, musicien américano-arménien, bassiste du groupe System of a Down.
- 1975 :
  - Greg Moore, pilote de course canadien († 31 octobre 1999).
  - Carlos Sastre, cycliste espagnol.
- 1976 :
  - Dan Cloutier, joueur de hockey sur glace canadien.
  - Elena Serova, cosmonaute russe.

- 1977 :

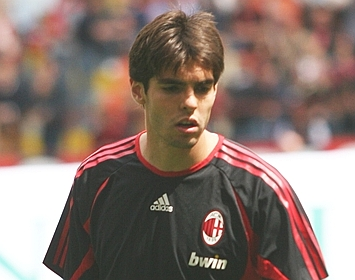
Kaká

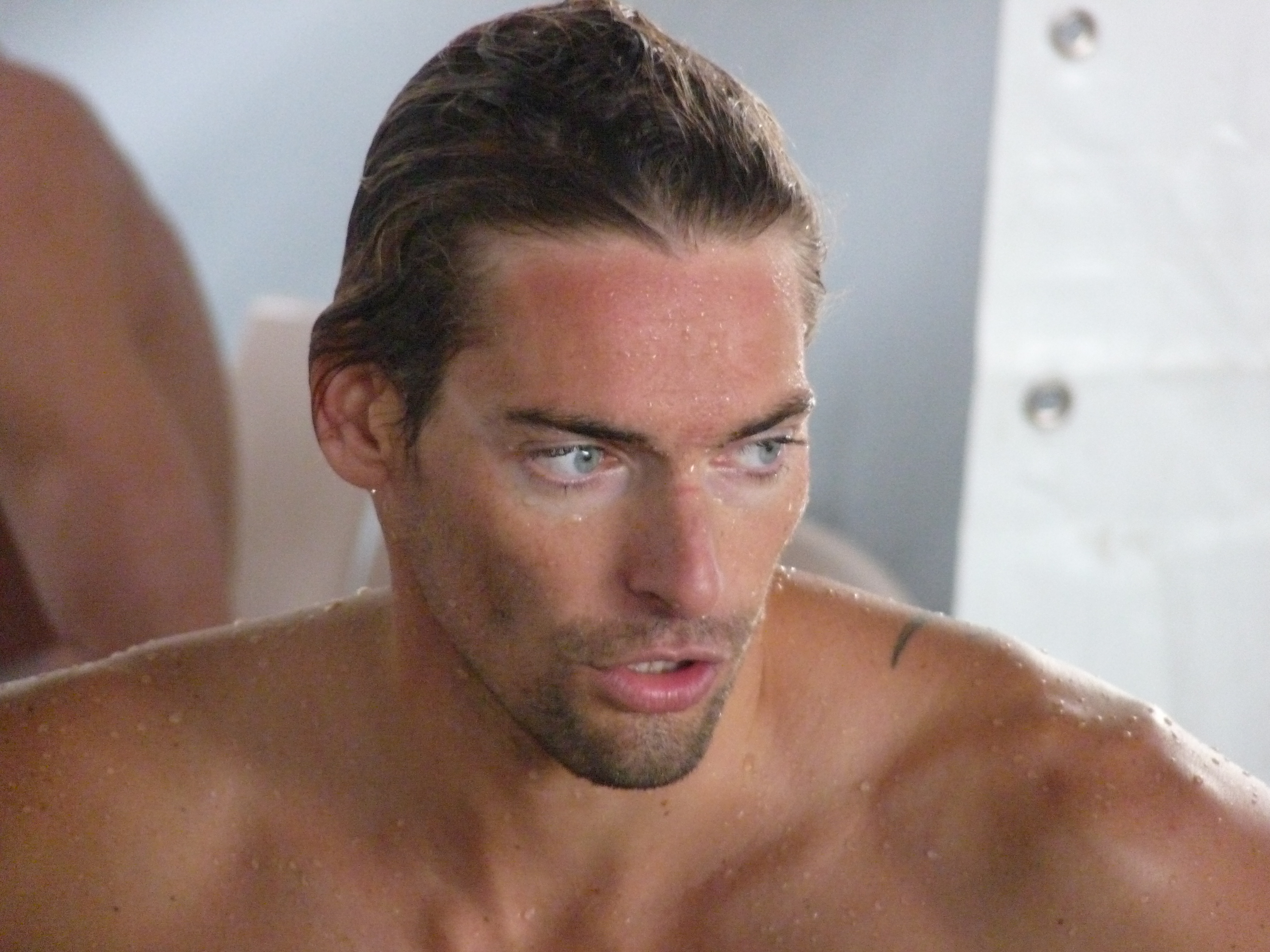
Camille Lacourt

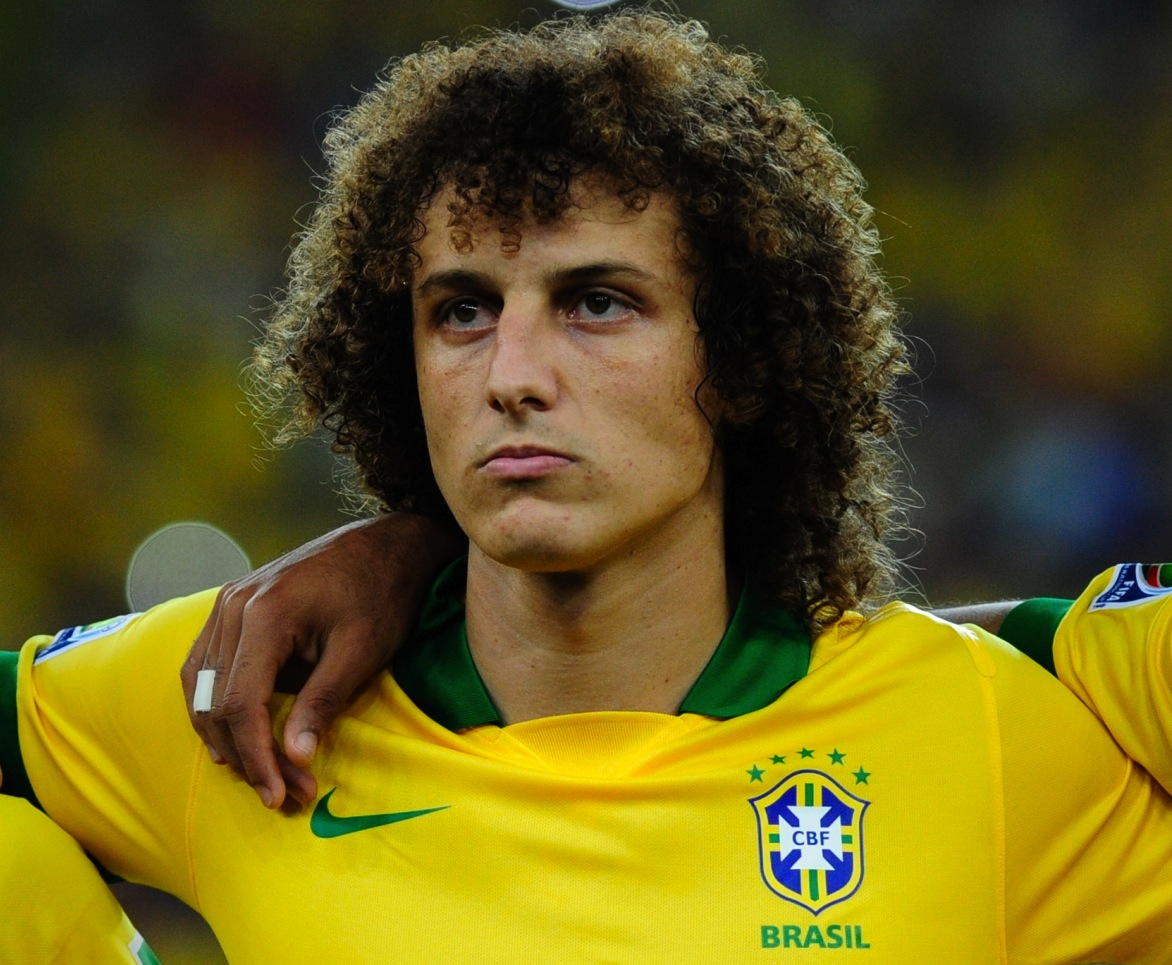
David Luiz

  - Philippe Barca-Cysique, volleyeur français.
  - Mark van Bommel, footballeur néerlandais.
- 1979 : 
  - Daniel Johns, chanteur australien, leader du groupe Silverchair.
  - Aziz Makhlouf, footballeur algérien.
- 1980 :
  - Nicolas Douchez, footballeur français.
  - Olivier Véran, neurologue français, ministre de la santé d'Emmanuel Macron.
- 1982 : Kaká, footballeur brésilien.
- 1983 : Laetitia Blot, judoka et lutteuse française.
- 1985 : 
  - Florian Cazalot, joueur de rugby à XV français.
  - Camille Lacourt, nageur français.
- 1986 : Amber Heard, actrice américaine.
- 1987 :
  - David Luiz, footballeur brésilien.
  - John Obi Mikel, footballeur nigérian.
- 1988 :
  - Adesuwa Aighewi, cinéaste américaine.
  - Dee Gordon, joueur de baseball américain.
  - Siar Sedig, réalisateur et scénariste néerlandais.
  - Aleksandr Vassiounov, hockeyeur sur glace russe († 7 septembre 2011).
- 1989 : James McClean, footballeur irlandais.
- 1990 :
  - Victor Dubuisson, golfeur français.
  - Shelvin Mack, basketteur américain.
- 1991 : Capucine Anav, animatrice de télévision française.
- 1992 : English Gardner, athlète de sprint américaine.
- 1993 : Hwayoung et Ryu Hyo-young, chanteuses coréennes.
- 1994 : Jordan Wilimovsky, nageur en eau libre américain.
- 1995 :
  - Adam Lamhamedi, skieur alpin marocain et canadien.
  - Nicolas Rio, orienteur français.
- 1996 : Raúl Gudiño, footballeur mexicain.

### XXIesiècle
- 2002 : Felix Osinga, acteur néerlandais.

## Décès

### IIIesiècle
- 296 : Caïus, pape du 17 décembre 283 à sa mort sous la persécution de l'Église par l'Empire romain (° inconnue).Représentation de Petronius Maximus sur une pièce de monnaie

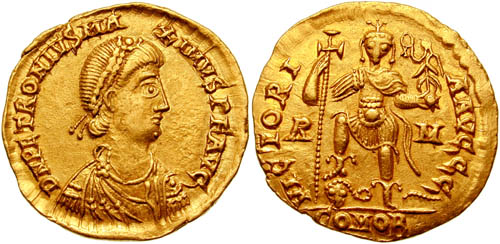
Représentation de Petronius Maximus sur une pièce de monnaie

### Vesiècle
- 455 : Petronius Maximus, empereur romain (° v. 396).

### VIesiècle
- 536 : Agapet Ier, pape (° inconnue).

### IXesiècle
- 835 : Kūkai, moine et philosophe japonais (° 31 juillet 774).

### XIIIesiècle
- 1218 : Thibault VI, comte de Blois et de Clermont (° 1190).

### XVIIesiècle
- 1640 : François IV Fouquet, magistrat et homme d'affaires français (° 3 mars 1587).
- 1672 : Georg Stiernhielm, poète suédois (° 7 août 1598).

### XVIIIesiècle
- 1705 : Abdias Maurel dit Catinat, chef camisard, brûlé vif à Nîmes (° v. 1680).
- 1758 : Antoine de Jussieu, botaniste français (° 6 juillet 1686).
- 1778 : James Hargreaves, inventeur britannique (° 1720).
- 1794 : Chrétien-Guillaume de Lamoignon de Malesherbes, avocat et homme d'État français (° 6 décembre 1721).

### XIXesiècle
- 1806 : Pierre-Charles Villeneuve, militaire français (° 31 décembre 1763).
- 1833 : Richard Trevithick, inventeur britannique (° 13 avril 1771).
- 1839 : Denis Davidov, poète et militaire russe (° 27 juillet 1784).
- 1880 : Nicolas-Amand Buvignier, géologue, paléontologue et spéléologue français (° 28 octobre 1808).
- 1884 : Marie Taglioni, danseuse italienne (° 23 avril 1804).
- 1886 : Alice Renaud, comédienne et soprano belge (° 12 juillet 1855).
- 1892 : Edouard Lalo, compositeur français (° 27 janvier 1823).

### XXesiècle
- 1908 : Henry Campbell-Bannerman, homme d'État britannique, premier ministre du Royaume-Uni de 2005 à 2008 (° 7 septembre 1836).Henri Royce

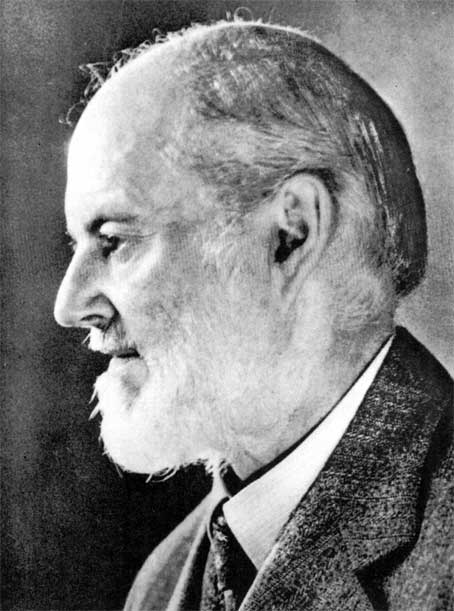
Henri Royce

- 1925 : André Caplet, compositeur français (° 23 novembre 1878).
- 1930 : Jeppe Aakjaer, poète danois (° 10 septembre 1866).
- 1933 : Henry Royce, industriel britannique (° 27 mars 1863).
- 1941 : Sisowath Monivong, roi du Cambodge de 1927 à sa mort (° 1875).
- 1944 : Edmund Schulthess, homme politique suisse (° 2 mars 1868).
- 1945 : Käthe Kollwitz, peintre allemande (° 8 juillet 1867).
- 1946 : Lionel Atwill, acteur britannique (° 1er mars 1885).
- 1951 : Horace Donisthorpe, entomologiste britannique (° 17 mars 1870).
- 1960 : August Friedrich Thienemann, zoologiste et écologue allemand (° 7 septembre 1882).
- 1978 : Will Geer, acteur américain (° 9 mars 1902).
- 1980 :
  - Jane Froman, chanteuse et actrice américaine (° 10 novembre 1907).
  - Fritz Strassmann, physicien allemand (° 22 février 1902).
- 1983 : Earl Hines, musicien américain (° 28 décembre 1903).
- 1984 : Ansel Adams, photographe américain (° 20 février 1902).
- 1985 : Jacques Ferron, médecin, écrivain, dramaturge et homme politique québécois (° 20 janvier 1921).
- 1986 : Mircea Eliade, historien roumain (° 9 mars 1907).
- 1988 :
  - Irene Rich, actrice américaine (° 13 octobre 1891).Le président des États-Unis Richard Nixon

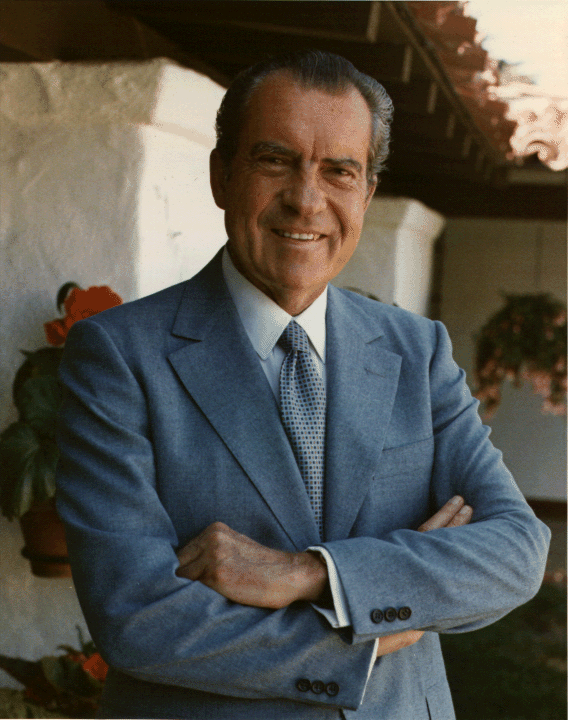
Le président des États-Unis Richard Nixon

  - Tchicaya U Tam'si, écrivain congolais (° 25 août 1931).
- 1989 : Emilio Segrè, physicien américain, prix Nobel de physique 1959 (° 1er février 1905).
- 1993 : Bertus Aafjes, écrivain néerlandais (° 12 mai 1914).
- 1994 : Richard Nixon, homme d'État américain, président des États-Unis de 1969 à 1974 (° 9 janvier 1913).
- 1995 : Don Pullen, musicien américain (° 25 décembre 1941).
- 1996 :
  - Erma Bombeck, humoriste, écrivaine et journaliste américaine (° 21 février 1927).
  - Mario Luigi Ciappi, prélat italien (° 6 octobre 1909).
  - Molly Keane, romancière et dramaturge irlandaise (° 20 juillet 1904).
- 1998 :
  - Edward Brongersma, juriste et homme politique néerlandais (° 31 août 1911).
  - Kitch Christie, joueur de rugby à XV puis entraîneur sud-africain (° 31 janvier 1940).
  - Vadym Hetman, banquier, économiste et homme politique ukrainien (° 12 juillet 1935).
  - Georges Paillard, cycliste sur route et sur piste français (° 12 février 1904).
  - Roger Petit, footballeur puis dirigeant sportif belge (° 2 janvier 1912).
  - Régine Pernoud, historienne médiéviste française (° 17 juin 1909).
  - Daniel Pézeril, prêtre et évêque catholique français (° 5 octobre 1911).
- 2000 : Toon Hermans, chanteur de cabaret, poète et peintre néerlandais (° 17 décembre 1916).

### XXIesiècle
- 2001 : Robert Starer, compositeur et pianiste américain (° 8 janvier 1924).
- 2002 : Linda Lovelace, actrice américaine (° 10 janvier 1949).
- 2003 : Felice Bryant, compositrice américaine (° 7 août 1925).
- 2004 : Pat Tillman, joueur américain de football américain (° 6 novembre 1976).
- 2005 : Philip Morrison, physicien américain (° 7 novembre 1915).
- 2006 :
  - D'Iberville Fortier, diplomate canadien (° 5 février 1926).
  - Alida Valli, actrice italienne (° 31 mai 1921).
- 2008 :
  - Ed Chynoweth, dirigeant de hockey sur glace canadien (° 14 décembre 1941).
  - Paul Davis, chanteur et compositeur américain (° 21 avril 1948).
- 2011 : Antoine Lecerf, général français (° 1950).
- 2013 : 
  - Richie Havens, chanteur et guitariste américain (° 21 janvier 1941).
  - Iouri Kougatch, peintre soviétique et russe (° 21 mars 1917).
- 2016 : Yvon Charbonneau, syndicaliste et homme politique québécois (° 11 juillet 1940).
- 2017 :
  - Miguel Abensour, philosophe français (° 1939).
  - Hubert Dreyfus, professeur de philosophie (° 15 octobre 1929).
  - Sophie Lefranc-Duvillard, skieuse alpine française (° 5 février 1971).
  - Erin Moran, actrice américaine (° 18 octobre 1960).
  - Hiroshi Nakai, homme politique japonais (° 10 juin 1942).
  - Attilio Nicora, cardinal italien (° 16 mars 1937).
  - Witold Pyrkosz, acteur polonais (° 24 décembre 1926).
  - Gustavo Rojo, acteur uruguayen (° 5 septembre 1923).
  - Hans-Heinrich Sander, homme politique allemand (° 12 avril 1945).
  - Michele Scarponi, cycliste sur route italien (° 25 septembre 1979).
  - José Utrera Molina, homme politique espagnol (° 12 avril 1926).
- 2018 :
  - Keith Ashfield, homme politique canadien (° 28 mars 1952).
  - Ivan Neumyvakin, médecin russe (° 7 juillet 1928).
- 2019 : Lê Đức Anh, militaire et homme politique vietnamien, président de la République socialiste du Viêt Nam de 1992 à 1997 (° 1er décembre 1920).
- 2020 : Catherine Paysan, écrivaine française (° 4 août 1926).
- 2023 : Moudar Badrane, homme politique jordanien (° 18 janvier 1934).
- 2024 :
  - Charlie Hurley, footballeur puis entraîneur irlandais (° 4 octobre 1936).
  - Sudhir Kakar, psychanalyste et écrivain indien (° 25 juillet 1938).
  - Philippe Laudenbach, acteur français (° 31 janvier 1936).
  - Heamani Lavaka, joueur de rugby à XV international tongien (° 10 janvier 1969).
  - Jeanine Moussier, athlète de sprint française (° 8 avril 1930).
  - Katherine Porter, peintre américaine (° 11 septembre 1941).
  - Brian Tobin, joueur et dirigeant de tennis australien (° 5 décembre 1930).
  - Michael Verhoeven, réalisateur allemand (° 13 juillet 1938).
- 2025 :
  - David Paul Briggs, producteur de musique et musicien américain (° 16 mars 1943).
  - Valentin-Yves Mudimbe, philosophe, écrivain, poète et critique littéraire congolais (° 8 décembre 1941).
  - Zourab Tsereteli, sculpteur monumentaliste géorgien et russe (° 4 janvier 1934).

## Célébrations

### Internationale
- Jour de la Terre dans plus de 184 pays à travers le monde.

### Nationales
- Brésil : dia do descobrimento do Brasil[4] / journée de la découverte du Brésil par Pedro Alvares Cabral en 1500 ci-avant.
- Oklahoma (États-Unis) : Oklahoma day[5] / jour de l'Oklahoma commémorant la ruée vers cet État fédéré officiellement ouvert à la colonisation en 1889.

### Saints des Églises chrétiennes

#### Saints catholiques et orthodoxes du jour
Référencés ci-après in fine, :
- Adalbert II d'Ostrevent († 790), Seigneur à la cour de Pépin le Bref - fondateur de l'abbaye de Denain.
- Agapet Ier († 536), 57e pape de 535 à 536.
- Aproncule de Trèves († 511), archevêque du diocèse de Trèves.
- Caïus († 296), 28e pape de 283 à sa mort ci-avant, martyr.
- Épipode et Alexandre († 178), martyrs à Lyon.
- Frodulphe de Barjon († VIIIe siècle), 4e abbé de l'abbaye Saint-Martin d'Autun.
- Julien de Vienne († 532), 21e évêque de Vienne qui assista au 2e concile d'Orléans.
- Léon de Sens († 541), 16e évêque de Sens.
- Léonide d'Alexandrie (en) († 202), philosophe, père d'Origène (d'Alexandrie), mort martyr.
- Luce († Ier siècle) et Apelle, martyrs à Smyrne.
- Maryahb († 341), évêque et sa sœur Tarbule, martyrs en Perse sous Shapur II (voir aussi jours précédents).
- Ménelphale († Ve siècle), 8e évêque d'Aix-en-Provence.
- Opportune († 770), abbesse de l'abbaye d'Almenêches.
- Parmène et ses compagnons († 251), martyrs à Babylone.
- Renfroie de Denain († VIIIe siècle), 1re abbesse de l'abbaye de Denain.
- Sénorine de Basto († 982), abbesse bénédictine[8].
- Sôter († 175), 12e pape de 166 à 175, martyr.
- Théodore de Sykéon († 613), évêque d'Ancyre.

#### Saints et bienheureux catholiques du jour
Référencés ci-après in fine :
- François Venimbeni (it) († 1322), bienheureux franciscain italien, disciple de saint Bonaventure (de Bagnoregio).
- Théoger de Metz († 1120), évêque de Metz.
- Wolfhelm de Brauweiler (en) († 1091), abbé bénédictin à l'abbaye de Brauweiler.

#### Saints orthodoxes
Outre les saints œcuméniques voire pré-schismatiques ci-avant (aux dates parfois "juliennes" / orientales)... 

### Prénoms du jour
Bonne fête aux Alexandre ;
- ses variantes ou diminutifs : Alastair, Aleandro, Alec, Aleck, Alejandro, Alejo, Alessandro, Alex, Alexander, Aleksandr, Aliaksandr, Alick, Alistair, Alister, Iskandar, Iskander, Oleksandr, Sacha, Sander, Sanders(s)(on), Sándor, Sandro, Xan, Xander, Xanders, Xandre (André et variantes plutôt les 30 novembre) ;
- leurs équivalents voire variantes féminines : Aleandra, Alec, Aleja, Alejandra, Aleksandra, Aliaksandra, Alessandra, Alessandrina, Alex, Alexa, Alexandra, Alexandrina, Alexandrovskaïa, Alexina, Alexine (cf. saints-Alexis, Alexia, Alexiane, Alessia, Alessio, Alix, Alice et variantes, Adélaïde, Adèle, Adeline à d'autres possibles dates à part, 9 janvier, 16 décembre, 24 décembre, etc.), Iskandra, Sacha, Sandra (cf. Sandrina et Sandrine les 2 avril), Xan, Xandra.

Et bonne fête aussi aux :
- Caïus et ses variantes : Caius, Gaius, Gaïus, Gaia, Gaïa ;
- aux Konvarc'h,
- Léonide (Léon et variantes les 10 novembre par exemple),
- Opportune,
- Sôter ;
- aux Younes et ses variantes : Yo, Yona, Yoni, You, Yuna, Yunus, Jonas, etc.

## Traditions et superstitions

### Dictons
- « À la sainte-Opportune beau temps, fruits d'été abondants. »
- « À saint-Léonide, le blé pousse rapide. »[9]
- « Pluie le jour de sainte-Opportune, ni cerises, ni prunes. »[10]
- « Pour saint-Agapit, si tu ne veux pas suer, enlève tes habits[11]. »

### Astrologie
- Signe du zodiaque : 2e jour du signe astrologique du Taureau.